# Государственный советник (Великобритания)

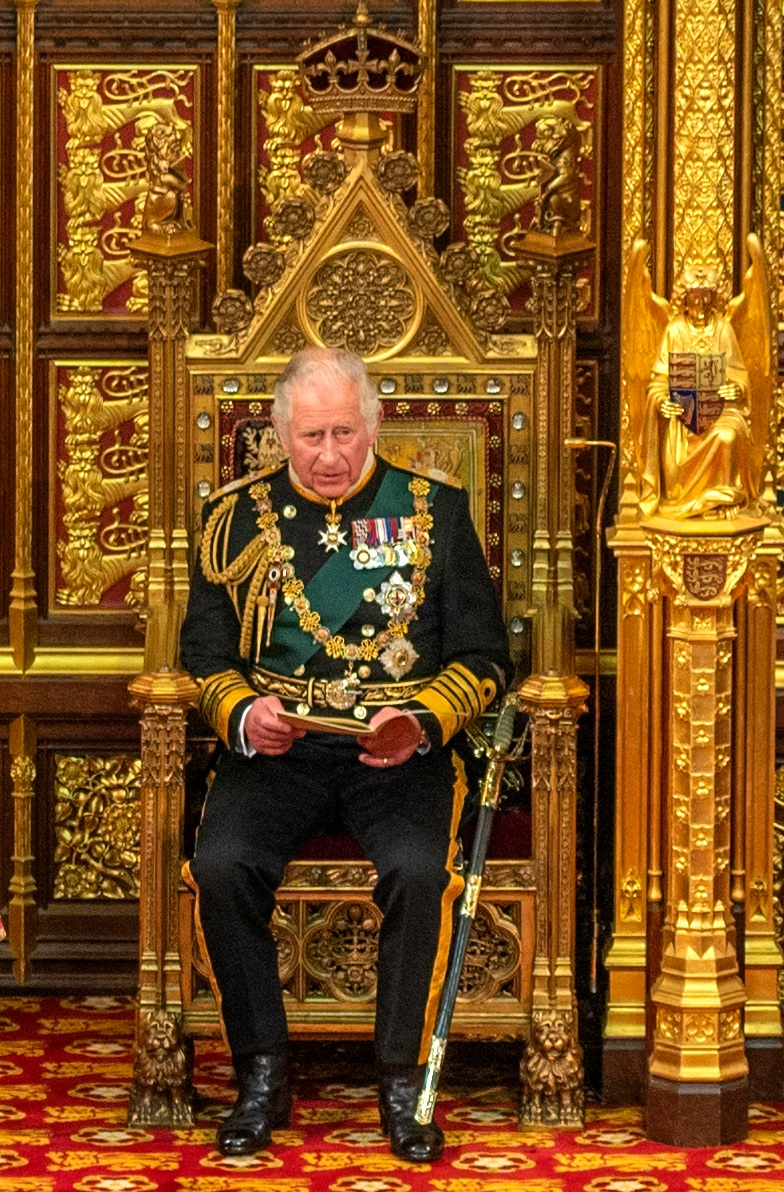
Чарльз, принц Уэльский, на церемонии открытия парламента в качестве государственного советника

Государственные советники (англ. Counsellors of State) — старшие члены британской королевской семьи, которым суверен (с 2022 года — Карл III) может делегировать часть своих функций, чтобы предотвратить задержку или трудности в отправке государственных дел в случае болезни (за исключением полной недееспособности) или фактического отсутствия в Соединённом Королевстве.
Государственные советники могут выполнять те функции монарха, которые могут быть указаны в патентных грамотах. На практике это означает большинство официальных обязанностей монарха, таких как посещение заседаний Тайного совета, подписание обычных документов и получение верительных грамот от вновь назначенных послов при Сейнт-Джеймском дворе. Однако, по закону, государственные советники не могут присваивать звания, титулы или пэрства, а также, по условиям патентных грамот, не могут заниматься рядом основных конституционных функций монарха, таких как вопросы Содружества, роспуск парламента (за исключением прямого указания монарха) и назначение премьер-министров. Редким примером роспуска парламента государственными советниками является Прокламация о роспуске парламента от 7 февраля 1974 года, обнародованная королевой-матерью и принцессой Маргарет по прямому указанию королевы Елизаветы II.
Королевские функции должны осуществляться всеми государственными советниками совместно или таким числом, которое указано в патентных грамотах (но не менее двух), и при соблюдении любых других условий, закреплённых патентными грамотами. Отсутствие одного из государственных советников при осуществлении функций монарха может привести к оспариванию в судебном порядке.
Государственными советниками являются супруг монарха и следующие четыре человека в линии наследования, которые являются британскими поданными, достигли возраста совершеннолетия (по общему правилу — 21 год, но 18 лет для очевидного и предполагаемого наследника), постоянно проживают в Соединённом Королевстве и не лишены права становиться монархом. Во время регентства советниками могут быть следующие четыре человека в линии наследования после регента (и супруг монарха).

## История
Впервые государственные советники в Великобритании были назначены в 1911 году указом короля Георга V. В каждом последующем случае отсутствия или недееспособности короля, этот процесс повторялся, и издавался новый акт.
В 1937 году институт государственных советников был нормативно закреплён в Акте о регентстве.
С момента принятия Акта о регентстве 1937 года, единственными лицами, которые исполняли функции суверена, но не были на момент назначения государственными советниками супругом монарха, принцем или принцессой, были Джордж Ласселлс, 7-й граф Хэрвуд, Аластер Виндзор, 2-й герцог Коннаутский и Стратернский и Мод Карнеги, графиня Саутеск. До 1937 года государственными советниками по указу Георга V назначались лорд-канцлер, лорд-председатель Совета, премьер-министр и архиепископ Кентерберийский.
После смерти короля Георга VI в 1952 году, его супруга королева Елизавета лишилась права быть государственным советником, однако впоследствии была восстановлена в этом праве в соответствии с разделом третьим Акта о регентстве 1953 года. Однако, данное положение было введено специально для неё и не применялось к вдовствующим консортам в целом, а потому стало спорным после смерти Елизаветы в 2002 году.

## Список действующих государственных советников
| Портрет | Имя | Дата назначения | Связь с монархом        | Место в порядке престолонаследования |
| ------- | --- | --------------- | ----------------------- | ------------------------------------ |
|         | Камилла, королева-консорт Великобритании (род. 1947)                                                    | 8 сентября 2022 | Супруга                 |                                      |
|         | Уильям, принц Уэльский (Герцог Кембриджский и герцог Корнуолльский до 9 сентября 2022 года) (род. 1982) | 8 сентября 2022 | Сын (Престолонаследник) | Первый                               |
|         | Гарри, герцог Сассекский (род. 1984)                                                                    | 8 сентября 2022 | Сын                     | Пятый                                |
|         | Эндрю, герцог Йоркский (род. 1960)                                                                      | 8 сентября 2022 | Брат                    | Восьмой                              |
|         | Принцесса Беатриса Йоркская (род. 1988)                                                                 | 8 сентября 2022 | Племянница              | Девятая                              |
|         | Принц Эдвард (Герцог Эдинбургский с 2023 года) (род. 1964)                                              | 7 декабря 2022  | Брат                    | Тринадцатое                          |
|         | Анна, Королевская принцесса (род. 1950)                                                                 | 7 декабря 2022  | Сестра                  | Шестнадцатое                         |

Принц Гарри, принц Эндрю, принцесса Беатрис не выполняют функции монарха в качестве государственных советников. Если принц Гарри перестанет быть британским подданным или больше не будет проживать в Соединённом Королевстве, он потеряет право быть государственным советником, и его заменит принцесса Евгения Йоркская. Тем не менее, в феврале 2022 года принц Гарри продлил срок аренды коттеджа Frogmore в Великобритании, что означает, что он продолжает проживать там на постоянной основе.
Принц Джордж Уэльский, сын принца Уэльского, автоматически станет государственным советником по достижении им возраста двадцати одного года 22 июля 2034 года, и заменит в этом качестве принцессу Беатрис.

## Список бывших государственных советников
Ниже приведён список лиц, являвшихся государственными советниками после принятия Акта о регентстве 1937 года.
| Георг VI     | |                                              |                         |                                                  |
| Портрет      | Имя | Период пребывания государственным советником | Связь с монархом        | Предшественник                                   |
|              | Королева Елизавета (1900–2002)                                                                             | 19 марта 1937 – 6 февраля 1952               | Супруга                 | Принятие Акта о регентстве 1937 года             |
|              | Принц Генри, герцог Глостерский (1900–1974)                                                                | 19 марта 1937 – 6 февраля 1952               | Брат                    | Принятие Акта о регентстве 1937 года             |
|              | Принц Георг, герцог Кентский (1902–1942)                                                                   | 19 марта 1937 – 25 августа 1942              | Брат                    | Принятие Акта о регентстве 1937 года             |
|              | Мария, Королевская принцесса (1897–1965)                                                                   | 19 марта 1937 – 6 февраля 1952               | Сестра                  | Принятие Акта о регентстве 1937 года             |
|              | Принцесса Александра Коннаутская, герцогиня Файф (1891–1959)                                               | 19 марта 1937 – 21 апреля 1944               | Двоюродная сестра       | Принятие Акта о регентстве 1937 года             |
|              | Аластер Виндзор, герцог Коннаутский (1914–1943) Ни разу не исполнял обязанности государственного советника | 25 августа 1942 – 26 апреля 1943             | Двоюродный брат         | Принц Георг, герцог Кентский                     |
|              | Мод Карнеги, графиня Саутеск (1893–1945)                                                                   | 26 апреля 1943 – 7 февраля 1944              | Двоюродная сестра       | Аластер Виндзор, герцог Коннаутский              |
|              | Джордж Ласеллс, граф Хэрвуд (Виконт Ласеллс до 1947) (1923–2011)                                           | 7 февраля 1944 – 21 августа 1951             | Племянник               | Мод Карнеги, графиня Саутеск                     |
|              | Принцесса Елизавета, герцогиня Эдинбургская (1926-2022)                                                    | 21 апреля 1944 – 6 февраля 1952              | Дочь                    | Принцесса Александра Коннаутская, герцогиня Файф |
|              | Принцесса Маргарет (1930–2002)                                                                             | 21 августа 1951 – 6 февраля 1952             | Дочь                    | Джордж Ласеллс, 7-й граф Хэрвуд                  |
| Елизавета II | |                                              |                         |                                                  |
| Портрет      | Имя | Период пребывания государственным советником | Связь с монархом        | Предшественник                                   |
|              | Принц Филипп, герцог Эдинбургский (1921–2021)                                                              | 6 февраля 1952 – 9 апреля 2021               | Супруг                  | Вступление на престол Елизаветы II               |
|              | Принцесса Маргарет (Графиня Сноудон с 1961 года) (1930–2002)                                               | 6 февраля 1952 – 10 марта 1985               | Сестра                  | Вступление на престол Елизаветы II               |
|              | Принц Генри, герцог Глостерский (1900–1974)                                                                | 6 февраля 1952 – 10 июня 1974                | Дядя                    | Вступление на престол Елизаветы II               |
|              | Мария, Королевская принцесса (1897–1965)                                                                   | 6 февраля 1952 – 25 декабря 1957             | Тётя                    | Вступление на престол Елизаветы II               |
|              | Джордж Ласеллс, граф Хэрвуд (1923–2011)                                                                    | 6 февраля 1952 – 9 октября 1956              | Двоюродный брат         | Вступление на престол Елизаветы II               |
|              | Королева Елизавета, королева-мать (1900–2002)                                                              | 19 ноября 1953 – 30 марта 2002               | Мать                    | Принятие Акта о регентстве 1937 года             |
|              | Принц Эдвард, герцог Кентский (род. 1935)                                                                  | 9 октября 1956 – 26 августа 1965             | Двоюродный брат         | Джордж Ласеллс, граф Хэрвуд                      |
|              | Принцесса Александра Кентская (род. 1936)                                                                  | 25 декабря 1957 – 18 декабря 1962            | Двоюродная сестра       | Мария, Королевская принцесса                     |
|              | Принц Уильям Глостерский (1941–1972)                                                                       | 18 декабря 1962 – 15 августа 1971            | Двоюродный брат         | Принцесса Александра Кентская                    |
|              | Принц Ричард, герцог Глостерский (род. 1944)                                                               | 26 августа 1965 – 14 ноября 1966             | Двоюродный брат         | Принц Эдвард, герцог Кентский                    |
|              | Чарльз, принц Уэльский (род. 1948)                                                                         | 14 ноября 1966 – 8 сентября 2022             | Сын (Престолонаследник) | Принц Ричард, герцог Глостерский                 |
|              | Принцесса Анна (Королевская принцесса с 1987 года) (род. 1950)                                             | 15 августа 1971 – 21 июня 2003               | Дочь                    | Принц Уильям Глостерский                         |
|              | Принц Ричард, герцог Глостерский (род. 1944)                                                               | 10 июня 1974 – 19 февраля 1981               | Двоюродный брат         | Принц Генри, герцог Глостерский                  |
|              | Принц Эндрю (Герцог Йоркский с 1986 года) (род. 1960)                                                      | 19 февраля 1981 – 8 сентября 2022            | Сын                     | Принц Ричард, герцог Глостерский                 |
|              | Принц Эдвард (Граф Уэссекский с 1999 года) (род. 1964)                                                     | 10 марта 1985 – 15 сентября 2005             | Сын                     | Принцесса Маргарет, графиня Сноудон              |
|              | Принц Уильям (Герцог Кембриджский с 2011 года) (род. 1982)                                                 | 21 июня 2003 — 8 сентября 2022               | Внук                    | Принцесса Анна, королевская принцесса            |
|              | Принц Гарри (Герцог Сассекский с 2018 года) (род. 1984)                                                    | 15 сентября 2005 — 8 сентября 2022           | Внук                    | Принц Эдвард, граф Уэссекский                    |